# Allobaccha
Allobaccha är ett släkte av tvåvingar. Allobaccha ingår i familjen blomflugor.

## Dottertaxa tillAllobaccha, i alfabetisk ordning[1]
- Allobaccha amphithoe
- Allobaccha angustivertex
- Allobaccha annulifemur
- Allobaccha apicalis
- Allobaccha atra
- Allobaccha basalis
- Allobaccha bequaerti
- Allobaccha bergi
- Allobaccha binghami
- Allobaccha brevis
- Allobaccha brunnea
- Allobaccha chalybaea
- Allobaccha chalybea
- Allobaccha chalybescens
- Allobaccha circumcincta
- Allobaccha claripennis
- Allobaccha cochleariformis
- Allobaccha conifrons
- Allobaccha cuthbertsoni
- Allobaccha dacipennis
- Allobaccha denhoedi
- Allobaccha dispar
- Allobaccha eclara
- Allobaccha elegans
- Allobaccha euryptera
- Allobaccha fallax
- Allobaccha flavibasis
- Allobaccha flavipes
- Allobaccha fumosa
- Allobaccha gigas
- Allobaccha grahami
- Allobaccha gratiosa
- Allobaccha helva
- Allobaccha ichneumonea
- Allobaccha incisa
- Allobaccha inversa
- Allobaccha keiseri
- Allobaccha liberia
- Allobaccha loriae
- Allobaccha luteolimbata
- Allobaccha macgregori
- Allobaccha madecassa
- Allobaccha marginata
- Allobaccha meijerei
- Allobaccha moluccana
- Allobaccha monobia
- Allobaccha mundula
- Allobaccha mundulosa
- Allobaccha neavei
- Allobaccha nigrapex
- Allobaccha nigriceps
- Allobaccha nigricoxa
- Allobaccha nigroscutata
- Allobaccha nitidithorax
- Allobaccha obscura
- Allobaccha oldroydi
- Allobaccha pallida
- Allobaccha pedunculata
- Allobaccha perpallida
- Allobaccha picta
- Allobaccha plumbicincta
- Allobaccha porphyra
- Allobaccha praeusta
- Allobaccha pulchrifrons
- Allobaccha purpuricola
- Allobaccha refulgens
- Allobaccha rubella
- Allobaccha sapphirina
- Allobaccha sauteri
- Allobaccha schistaceifrons
- Allobaccha semifumosa
- Allobaccha semilimpida
- Allobaccha serena
- Allobaccha signata
- Allobaccha similis
- Allobaccha sinuata
- Allobaccha siphanticida
- Allobaccha subflava
- Allobaccha sumbana
- Allobaccha tinctiventris
- Allobaccha triangulifera
- Allobaccha umbrifera
- Allobaccha wainwrighti
- Allobaccha varipes
- Allobaccha wegneri
- Allobaccha velox
- Allobaccha vespaeformis
- Allobaccha vivida